# Djounn
Djounn is een Duits historisch merk van motorfietsen.
De bedrijfsnaam was: Djounn F. Fischer & Co. AG, Hohenschönhausen.
Dit was een Duits merk dat motorfietsen maakte die door de in Duitsland wonende Russische ex-piloot Alexander Djounkowski werden ontwikkeld. De Djounn had een bijzondere constructie met 499cc-blok, en werd alleen in 1925 gemaakt. Waarschijnlijk kwam het niet tot serieproductie.